# كوينتن تارانتينو
كوينتن جيروم تارانتينو (بالإنجليزية: Quentin Jerome Tarantino)‏ (مواليد 27 مارس 1963) هو مخرج وكاتب سيناريو ومنتج وممثل أفلام أمريكي. تَتَميز أفلامه بِعدمْ الخطيّة في السرد وتناول المواضيع الساخرة، وتجسيد العنف المفرط، والاستفادة من توزيع أدوار متكافئ مؤلف من مؤدين مشاهير وآخرين أقل شهرة، والإشارة إلى الثقافة الشعبية، والموسيقى التصورية المحتوية أساسًا على أغانٍ ومقاطع مسجلة من عقد الستينات وحتى عقد الثمانينات، بالإضافة لبعض خصائص أفلام النوار الجديد والسباغيتي وسترن.
نشأ تارانتينو معجبًا للغاية بالأفلام وعَمل في متجر Video Archives لتأجير أفلام، بينما كان يتدرب على التمثيل. بدأ تارانتينو مسيرته المهنية في أواخر الثمانينات، عندما قام بكتابة وإخراج My Best Friend's Birthday، وهو السيناريو الذي شَكل أساس فيلم True Romance. في بداية التسعينات بدأ تارانتينو مسيرته المهنية كصانع أفلام مستقل مع إصدار فيلم كلاب المستودع (1992)، والذي يعتبر الآن كلاسيكية وذو شعبية واسعة، حيث وصفته مجلة Empire بـ «أعظم فيلم مستقل على الإطلاق». ازدادت شعبيته بفضل فيلمه الثاني خيال رخيص (1994)، فيلم نوار جديد وجريمة، والذي حَقق نجاحاً كبيراً على الصعيدين النقدي والتجاري، حيث إعتبرته مجلة Entertainment Weekly أعظم فيلم في آخر 25 سنة (1983–2008). في عام 1997، أصدر تارانتينو فيلم جاكي براون المقتبس عن رواية شراب الرم (Rum Punch)، في تكريمٍ له لأفلام استغلال السود التي كانت منتشرة في السبعينات.
بعد 6 سنوات، عاد تارانتينو بثنائية اقتل بيل، ثنائية أكشن نمطية جدًا مستوحاة من فنون القتال اليابانية وسباغيتي الوسترن وأفلام الرعب الإيطالي. صدرت الثنائية على جزئين، الجزء 1 في 2003 والجزء 2 في 2004. في 2007، أخرج تارانتينو المضاد للموت كفيلم ثنائي مع صديقه المخرج روبرت رودريغيز. أوغاد مجهولون الذي تم تأجيله لفترةٍ طويلة واستمر العمل على نصه لأكثر من عقد، يتحدث عن تاريخ بديل خيالي وحول مخططَين من أجل اغتيال القيادة النازية، صَدر أخيرًا في 2009، حيث لاقى إشادة نقدية من مختلف النقاد. أصبح فيلمه جانغو الحر، الذي تدور أحداثه في فترة ما قبل الحرب الأهلية في الجنوب العميق، أعلى أفلامه إيرادً حتى الآن بإجمالي بلغ 425 مليون دولار حول العالم.
شَكلت جميع أفلام تارانتينو نجاحٍ كبير على الصعيدين النقدي والتجاري. وحاز أيضًا على العشرات من الجوائز، منها جائزتي أوسكار، جائزتي غولدن غلوب، جائزتي بافتا وجائزة السعفة الذهبية، وترشح أيضًا لجائزة غرامي وجائزة إيمي. اعتبرته مجلة Time أحد أكثر 100 شخصية مؤثرة في العالم عام 2005، ووصَفه صانع الأفلام والمؤرخ بيتر بوغدانوفيتش بـ «المخرج الأكثر تأثيرًا في جيله».

## النشأة
وُلِدَ كوينتن تارانتينو عام 1963 في مَدينَة نوكسفيل التي تَقعُ في ولايَة تينيسي الأمريكيّة. وهوَ ابنُ المُمثّل والمُلحّن الموسيقي طوني تارانتينو والمُمرضة كوني ماكهيو. وُلِدَ والِده في مدينَة نيويورك في كوينز ويَنحدرُ من أصولٍ طليانيّة؛ في حين أنّ والِدَته من أصولٍ أيرلنديّة وشيروكيّة. انفَصَل والِديه قَبل وِلادَته ونشأ كوينتن تحت رِعايَة أُمّه، وتزوّجت والِدتُه من كيرت زاستوبل وهوَ موسيقيّ أيضاً، ولديه أخٌ أصغر غير شقيق. في سِنّ الرابِعة، انتَقلت عائلته إلى مُقاطَعة توررانسي، ثُمّ رَحلو إلى حيّ هابور في لوس أنجلوس حيثُ ارتادَ هُناك مدرَسة فلمينغ الإعدادايّة. وارتادَ مَدرَسة ناربون الثانويّة لمدة سنة قبل أن يتسرب من التعليم، ومن ثم الحصول على وظيفة كدليل مرشد في إحدى صالات عرض الأفلام الإباحية بسن الـ 16. لاحقا، بدأ بأخذِ دروسٍ في التمثيل في مَدرسة بيست أكتينغ لصالِح شَركة جيمس بيست ثيتر.
شَعر تارانتينو بالمَلل خِلالَ دُروس التمثيل التي كانَ يأخُذها، فَترك المدرسَة بعدَ عامين. عَمل لاحقا في متجر Video Archives لتأجير أشرطة الأفلام في مانهاتان بيتش، كاليفورنيا، حيث ناقشَ هو وأصدقائه من هواة الأفلام المواضيع المتعلقة بالسينما بالتفصيل وبشكلٍ مطول. صَب تارانتينو تركيزه على نوعية الأفلام التي كان الزبائن يحبون إستئجارها ووصف تجربته هذه بمصدر إلهام مسيرته كمخرج سينمائي. يقول تارانتينو: «عندما يسألني الناس إذا ما ذهبت لمعاهد الأفلام أقول لهم 'لا، أنا ذهبت إلى الأفلام.'»

## السيرة المهنية

### الثمانينات
بعدَ أن إلتقى تارانتينو بلورانس بندر، في إحدى حفلات هوليوود، شجّعته ذاك الأخير على كِتابَة سيناريو، فشارَك في كِتابَة وإخراج فيلم عيد ميلاد صديقي المُقرب (My Best Friend's Birthday) عام 1987. بيدَ أن نُسخَة النهائية من الفيلم تَدمّرت بالكامِل تقريبا إثرَ حريقٍ وقع في المَعمل أثناء تحرير الفيلم، لكن شَكّل السيناريو لاحقا أساس فيلم True Romance.

### التسعينات
عُرِض فيلم كلاب المستودع في مهرجان صاندانس السينمائي في يناير 1992 ولاقى نجاحًا فوريًا حيث حصل على مراجعات إيجابية من النقاد، هذا الفيلم القائم على الحوار كان أساسًا لأفلام تارانتينو المستقبلية، كتب تارانتينو السيناريو في ثلاثة أسابيع ونصف ثم أحاله لورنس بندر إلى المخرج مونتي هيلمان الذي ساعد على الحصول على تمويل من ريتشارد جلادستين من شركة Live Entertainment (لاحقًا أصبحت Artisan، معروفة الآن باسم ليونزغيت، قرأ هارفي كيتل السيناريو وساهم أيضًا في التمويل، فعمل منتجًا مشاركًا ولعب دورًا مهمًا في الفيلم.
تم حجز الحقوق لسيناريو رومانسية حقيقية وصدر الفيلم في 1993، السيناريو الثاني الذي باع تارانتينو حقوقه الملكية هو سيناريو فلم قتلة بالفطرة، عدّل السيناريو كل من دايف فيلوز وريتشارد روتوسكي والمخرج أوليفر ستون، ونُسبت كتابة القصة إلى تارانتينو وفي مقابلة قال فيها أنه يتمنى للفيلم التوفيق. إعتدى تارانتينو على دون مورفي، الذي كان يملك حقا أصليا في السيناريو كما أنه أنتج الفيلم، داخل أحد المطاعم في ويست هوليوود في أكتوبر 1997. رفع مورفي بعد هذا دعوى قضائية للتعويض بخمسة ملايين ضد تارانتينو، لكن تم التوصل إلى تسوية في المحكمة. بعد النجاح الكبير لفيلم كلاب المستودع عُرض على تارانتينو العمل على عدة مشاريع مثل فيلم سرعة ورجال ذو بزات سوداء لكنه رفضها وعاد إلى أمستردام ليعمل على سيناريو فيلم خيال رخيص.
في فيلم خيال رخيص، أبقى تارانتينو على أسلوب «تجميل العنف» الذي اشتهر به، واعتمد أيضًا على سرده غير الخطي للقصة. حاز تارانتينو على جائزة الأوسكار لأفضل كتابة، والتي شاركها مع روجر أفاري، ورُشح للجائزة أفضل مخرج، كما تلقى الفيلم خمس ترشيحات أخرى متضمنة فئة أفضل فيلم. فاز تارانتينو بجائزة السعفة الذهبية في مهرجان كان السينمائي. حقق الفيلم عائدات تفوق الـ 200 مليون دولار وتلقى مراجعات ممتازة.
بعد الانتهاء من فيلم خيال رخيص، أخرج تارانتينو الحلقة الرابعة من سلسلة أفلام أربع غرف بعنوان «رجل من هوليوود»، في لفتة تقديرية لحلقة «رجل من الجنوب» (Man from the South) من مسلسل ألفريد هتشكوك يقدم (Alfred Hitchcock Presents)، المقتبسة من قصة روالد دال والتي كان ستيف مكوين البطل الرئيسي فيها. الفيلم كان عملا مشتركًا بين أليسون أندرز وألكسندر روكويل وروبرت رودريجيز، لكنه تلقى مراجعات سلبية من النقاد.
مَثل تارانتينو في فيلم روبرت رودريجيز من الغسق حتى الفجر وكتب السيناريو الخاص به أيضًا. حصل الفيلم على مراجعات متباينة من النقاد، لكنه بالرغم من ذلك حصل على شهرة كبيرة مما أدى إلى إنتاج فيلمين آخرين كتتمة للفيلم عمل فيهما كل من روبرت ورودريجيز كمنتجين تنفيذيين فقط، وكذلك اُنتِج مسلسل من الغسق حتى الفجر: المسلسل سنة 2014.
ثالث أفلام تارانتينو كان جاكي براون المقتبس عن رواية Rum Punch للكاتب إلمور ليونارد من بطولة بام غرير وصامويل جاكسون وروبرت فوريستر. إعتبر ليونارد الفيلم أفضل الأفلام المقتبسة من رواياته وقصصه القصيرة.

### عقد الألفية
خطط تارانتينو لاحقًا لصنع فيلم أوغاد مجهولون، تحت نفس العنوان المؤقت، لكنّه أجّل ذلك لكتابة وإخراج اقتل بيل، وهو فيلم «سينما انتقام» بأسلوبٍ مُتقنٍ للغاية يتّبع تقاليد الووشيا السينمائيّة (بالإنجليزية: Wuxia)‏ (فن الدفاع عن النفس الصيني)، وجيديكاكي (بالإنجليزية: Jidaigeki)‏ (فترة سينمائيّة يابانيّة)، وأفلام الغربي الاسباغيتي وأفلام الرعب الإيطالي. كان من المُقرر أن يُطلق في صالات السينما كفيلمٍ واحد، لكن طول مدّة عرضه التي تجاوزت 4 ساعات دفع تارانتينو ليُقسّمه إلى فيلمين. الجزء الأوّل أُصدر في أواخر 2003 وأُصدر الجزء الثاني في 2004. كان الفيلم مُعتمدًا على شخصيّةٍ تُدعى العروس وكان تارانتينو والممثلة الرئيسيّة للفيلم أوما ثورمان قد طوّراها أثناء صنع في خيال رخيص.
في 2004، حضر تارانتينو في مهرجان كان السينمائي بصفته رئيسًا للجنة التحكيم. بالرغم من أن اقتل بيل لم يدخل في المنافسة، إلّا أن الجزء الثاني حظي بعرض فيلمٍ مسائي، وأيضًا عُرض في صباح اليوم الأخير بنسخته التي تجاوزت مدّة عرضها 3 ساعات، مع حضور تارانتينو نفسه للعرض كاملًا. وفي سنة 2004 نفسها، تمّت الإشارة لتارانتينو بصفته «المخرج ضيف الشرف» في فيلم النوار الجديد للمخرج روبرت رودريغز مدينة الخطيئة الصادر في 2005، لعمله بإخراج تتابع مشهد السيّارة الذي ظهر فيه كلايف أوين وبينيشيو ديل تورو.

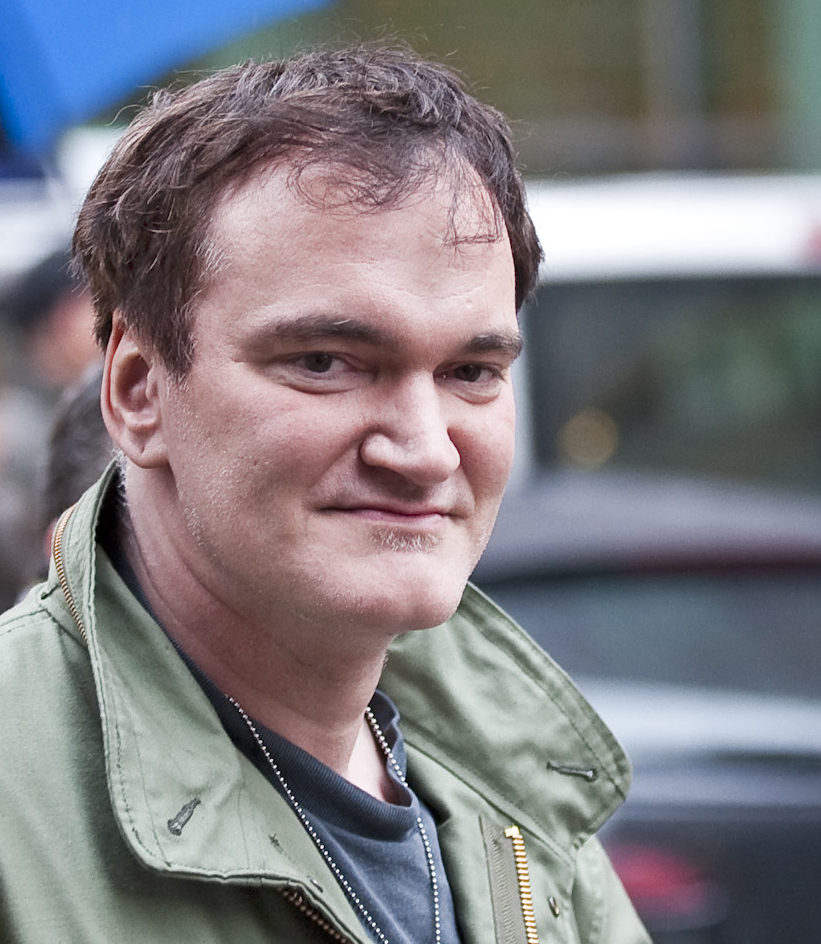
تارانتينو في مهرجان برلين السينمائي الدولي في 2009.

في مايو 2014، أخرج تارانتينو وشارك في كتابة حلقة "Grave Danger"، الحلقة الختامية للموسم الخامس لمسلسل سي اس آي: التحقيق في موقع الجريمة. رُشّح تارانتينو لعمله على الحلقة لنيل جائزة الإيمي برايم تايم للإخراج المتميّز في مسلسل دراما، في حفل توزيع جوائز الإيمي برايم تايم السابع والخمسون.
مشروع الفيلم التالي لتارانتينو كان Grindhouse، الذي شارك في إخراجه مع روبرت رودريغز. أُصدر الفيلم في صالات السينما في 6 أبريل 2007، وكانت مُساهمة تارانتينو في مُعنونةً باسم المضاد للموت. بدء المشروع على أنّه فيلم سلاشر تقع أحداثه في عقد 1970، لكنّه تطوّر بشكلٍ كبيرٍ كُلّما تكشّف أكثر. بالرغم أن مبيعات التذاكر كانت مُنخفضةً إلّا أن الفيلم نال مراجعاتٍ إيجابيّة في معظمها.
من ضمن الأفلام التي شارك تارانتينو في إنتاجها كان فيلم الرعب نُزُل، الذي تضمّن إشاراتٍ عديدةٍ لعمله الخاص خيالٌ رخيصٌ، وأيضًا فيلم كيلشوت، الذي أُشير فيه لتارانتينو بأنّه منتجٌ منفّذ، بالرغم من أنه لم يعد مساهمًا في الفيلم بعد إصداره في 2009. وكذلك فيلم جولة الجحيم، الذي كتبه وأخرجه لاري بيشوب وجوني لين الذان ظهرا في اقتل بيل: الجزء 2.
أُصدر فيلم تارانتينو الذي يحمل اسم أوغاد مجهولون في 2009، وهو يحكي قصّة جنود حرب عصاباتٍ أمريكيين يهود في الاحتلال النازي لفرنسا أثناء الحرب العالمية الثانية. بدأ تصوير الفيلم في شهر أكتوبر 2008، وحقق بعد إصداره في 21 أغسطس 2009 مراجعاتٍ إيجابيّةٍ جدًّا ووصل إلى المرتبة الأولى في شباك التذاكر عالميًّا. أصبح الفيلم بذلك أعلى أفلام تارانتينو حصدًا للإيرادات حتى تفوّق عليه فيلم جانغو الحر بعد ثلاث سنواتٍ.

### عقد 2010

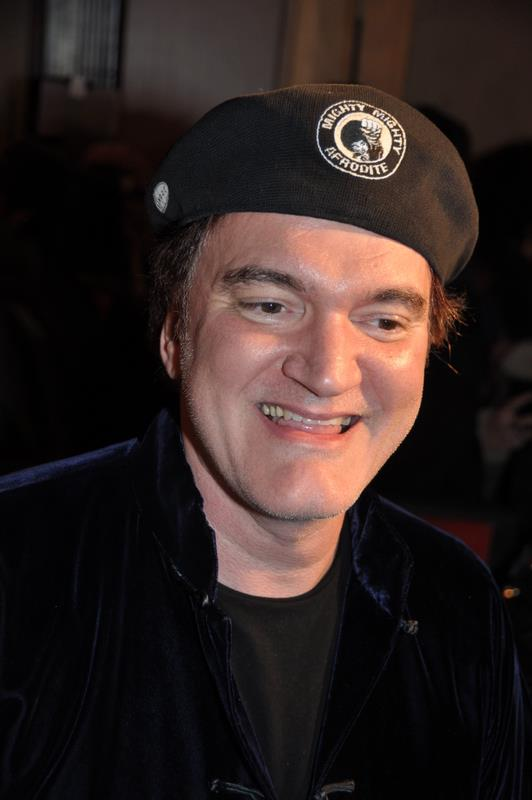
تارانتينو في يناير 2013، في حفل الافتتاح الفرنسي جانغو الحر.

في 2011، بدأ إنتاج فيلم جانغو متحرر، وهو فيلمٌ حول انتقام عبدٍ مملوكٍ في جنوب الولايات المتحدة سنة 1858. الفيلم نابعٌ من رغبة تارانتينو بإنتاج فيلم سباغيتي وسترن تقع أحداثها في الجنوب الأمريكي العميق. دعا تارانتينو الأسلوب المقترح بـ«الجنوبي»، مُشيرًا إلى أنه يُريد «صنع أفلامٍ تتعامل مع الماضي الأمريكي الرهيب مع العبوديّة وتلك الأشياء ولكن صنعها على طريقة السباغيتي وسترن، وليس كالأفلام القضايا الكبيرة. أنا أريد صنعها وكأنها نوع أفلامٍ خاص، ولكنها تتعامل مع كلّ شيءٍ لم تتطرّق له أمريكا بسبب شعورها بالخزي منها، ولم تتعامل معها الدول الأخرى بجديّة بسبب أنها لا تشعر بأنه يجب عليها ذلك». أُصدر الفيلم في 25 ديسمبر، 2012. أثناء مقابلةٍ مع كريشنان غرو مورثي حول الفيلم في برنامج تشانل 4 نيوز، كانت ردّة فعل تارانتينو غاضبة عندما تمّت مُسائلته حول وجود علاقةٍ بين العنف في الفيلم والعنف في الحياة الواقعيّة، وأعلم غرو مورثي بأنّه كان "shutting [his] butt down".

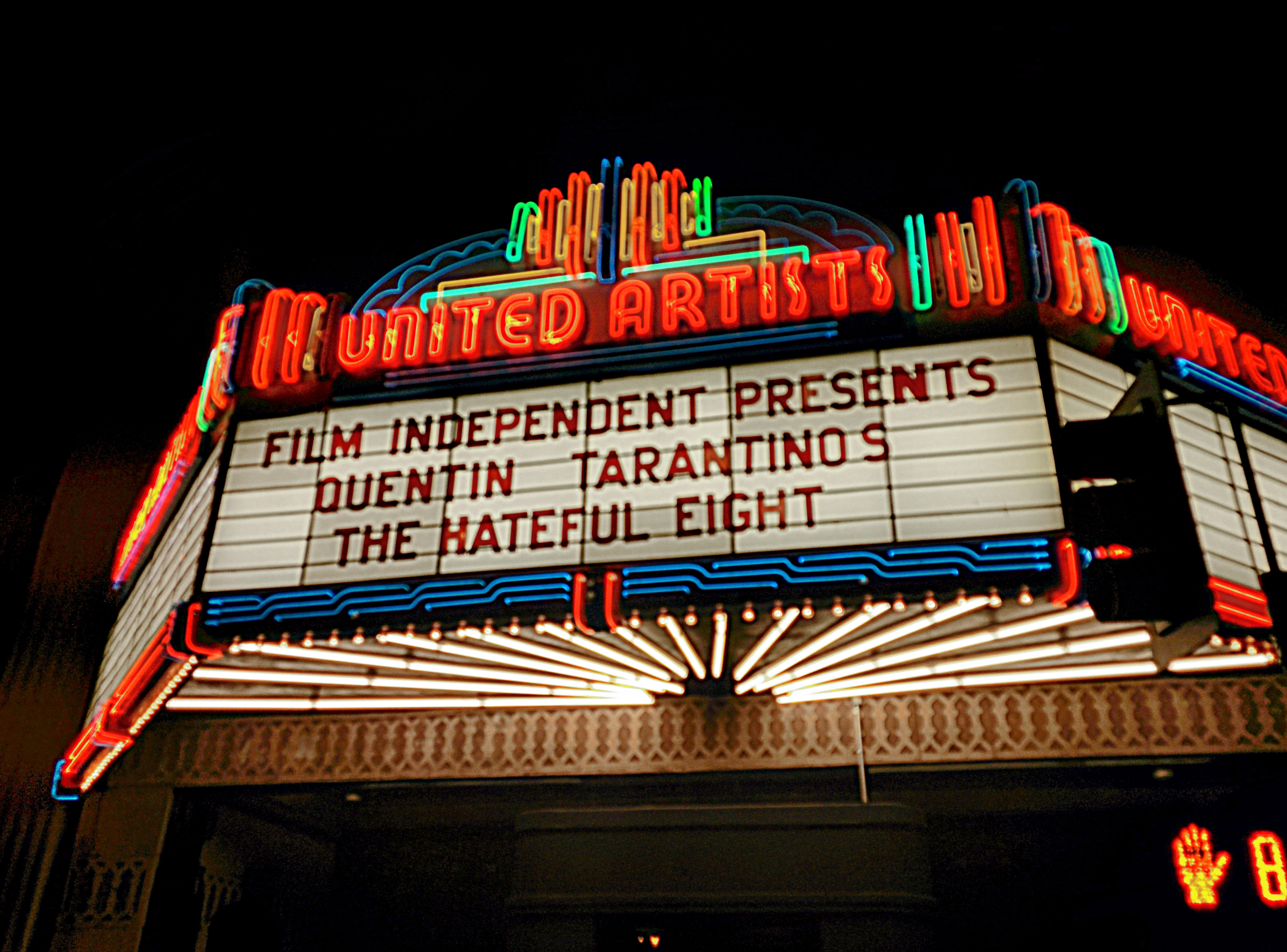
لافتة حدث قراءة الحاقدون الثمانية الحيّ في فندق آيس لوس أنجلوس، في 19 أبريل 2014.

قال تارانتينو في نوفمبر 2013 أنّه يعمل على فيلمٍ جديدٍ وسيكون فيلم غربٍ أمريكيٍّ. أشار أيضًا إلى أنّه لن يكون تتمّةً لفيلم جانغو. في 12 يناير 2014، كشف أن الفيلم سيحمل عنوان ''الحاقدون الثمانية''، وأنّ إنتاج الفيلم سيبدأ في الغالب في صيف 2014، لكن بعد تسريب نصّ الفيلم السينمائي في يناير 2014، أخذ تارانتينو بعين الاعتبار التخلّي عن الفيلم ونشره عوضًا عن ذلك كرواية. ادّعى تارانتينو أنّه أعطى النص السينمائي لبعض زملائه الموثوقين، ومن هؤلاء بروس ديرن، وتيم روث ومايكل مادسن.
في 19 أبريل، 2014، أخرج تارانتينو قراءةً حيّةً للنص المُسرّب في مسرح الفنانين المُتّحدين في فندق آيس، بلوس أنجلوس. نظّم متحف مقاطعة لوس أنجلوس للفنون الحدث كجزءٍ من سلسلة القراءة الحيّة. وضّح تارانتينو أنهم سيقرؤون المسودّة الأولى للنص السينمائي، وأضاف أنه كان يكتب مسودّتين جديدتين بنهاياتٍ مختلفةٍ. الممثلون الذين انضمّوا للعمل مع تارانتينو تضمنوا صامويل إل. جاكسون، وكورت راسل، وأمبير تامبلين، وجيمس باركس، ووالتون جيجينز والممثلون الثلاثة الأوّلون الذين أُعطوا النص السينمائي قبل تسريبه، بروس ديرن وتيم روث ومايكل مادسن.
في أكتوبر 2014، أُجريت محادثاتٌ مع الممثلة جينيفر جيسون لي لتنضم للفيلم بدورٍ رئيسيٍّ نسائيّ، وفي 7 نوفمبر، 2014، أُعلن عن انضمامها لطاقم التمثيل إضافةً إلى تشانينج تيتوم وديميان بيشير.

### العمل منتجًا
استخدم تارانتينو نفوذه في هوليوود للفت الانتباه إلى الأفلام الأجنبية والأقل شأنا. عادةً ما تظهر هذه الأفلام مع عبارة «من تقديم كوينتن تارانتينو» أو «كوينتن تارانتينو يقدم». أولى هذه الإنتاجات كان في 2001 مع فيلم الفنون القتالية Iron Monkey، الذي حصد أكثر من 14 مليون دولار في الولايات المتحدة، سبعة أضعاف ميزانيته. في 2004، جلب تارانتينو فيلم الفنون القتالية الصيني Hero إلى الولايات المتحدة. حيث حل الفيلم في المرتبة الأولى في شباك التذاكر وحصد حوالي 53.5 مليون دولار. في 2006، حل فيلم Hostel في المرتبة الأولى في شباك التذاكر بحوالي 20.1 مليون دولار، وفي نفس العام قدم تارانتينو فيلم The Protector، وفي العام التالي شارك بإنتاج Hostel: Part II. في 2008، أنتج فيلم Hell Ride.
بالإضافة إلى ذلك، أسس تارانتينو في 1995 شركة Rolling Thunder Pictures بالتعاون ميرماكس من اجل إصدار أو إعادة إصدار بعض الأفلام المستقلة والأجنبية. في 1997، أغلقت ميراماكس الشركة بسبب «عدم وجود الاهتمام الكافي» بالأفلام الصادرة.

### أعمال أخرى مُحتملة
كان تارانتينو يفكر في إخراج فيلم الإخوة فيجا قبل فيلم أوغاد مجهولون، كان الفيلم ليكون من بطولة مايكل مادسن وجون ترافولتا بحيث يلعبان دوراهما السابقين فيك (مستر بلوند) من كلاب المستودع وفينسينت من فيلم خيال رخيص. لكن نظرًا لعمر الممثلين وبسبب وفاة الشخصيتين على الشاشة فإن تارانتينو قال في 2007 أنه من غير المرجح إخراج الفيلم حاليًا.

## حياته الشخصية
عن مر السنين، تناولت التقارير حياة تارانتينو الخاصة حيث دَخل بعدة علاقات منها، مع الممثلة ميرا سورفينو في منتصف التسعينات والمخرجة صوفيا كوبولا والممثلة جولي دريفوس بالإضافة للكوميدية مارغريت تشو. ذكرت بعض الإشاعات وجود علاقة تجمعه مع الممثلة أوما ثورمان، التي أشار إليها سابقا بـ «إلهامه»، لكن أكد تارانتينو بأن علاقتهما هي علاقة أفلاطونية بحتة. عَلق تارانتينو على موضوع الزواج قائلا، «لا اقول بأنني لن اتزوج أو انجب أطفال قبل سن الـ 60. لكنني إتخذت قرارا بأن أمضي في هذا الطريق وحدي. لأن هذا وقتي في صناعة الأفلام». حاليا، تارانتينو في علاقة مع مصممة الأزياء كورتني هوفمان. صديق تارانتينو الأقرب هو روبرت رودريغيز والذي عَمل معه بشكلٍ متكرر، في نهاية اقتل بيل الجزء 2 أشار تارانتينو لرودريغيز بـ أخيه. وتجمعه صداقة مع فيونا ابل وبول توماس أندرسون وكيفين سميث وهارفي كيتل.
في 2004، في مقابلة مع مجلة Entertainment Weekly، سؤل تارانتينو حول إذا ما كان يؤمن بالإله، فرد قائلا، «لن اقول لك كيف أؤمن بالإله، ولكني أؤمن به». في لقاء مع هوارد ستيرن في 2010، وصف تارانتينو نفسه بأنه غير متدين ولكنه يؤمن بالوحي الإلهي، بالرغم من أن الأمر يُحيره وذكر أيضا بأنه يؤمن بالتناسخ.

### آرائه حول التقاعد وصناعة الافلام
ذكر تارانتينو بأنه يُخطط للتقاعد من مجال صناعة الأفلام بعمر الستين، من اجل التركيز على كتابة الروايات وأدب الافلام. عَبر تارانتينو عن عدم دعمه لفكرة توجه صناعة الافلام نحو التصوير الرقمي بدلا من استعمال التصوير بالفيلم العادي حيث قال، «إذا وصل الوضع لنقطة لا يمكن عندها عرض فيلم 35 مليمتر في صالات العرض وأصبح كل شيء يعتمد على العرض الرقمي، لن تصل مسيرتي للستين». في نوفمبر 2014، ذكر تارانتينو بأن خططه الحالية تقتضي بأن يتقاعد بعد فيلمه العاشر، قائلا:
في 18 فبراير 2010، أعلن بأن تارانتينو قد قام بشراء صالة نيو بيفرلي (New Beverly Cinema). سَمح تارانتينو للملاك السابقين بالإستمرار بإدارة الصالة، وعلى أساس أن يَقوم باقتراح برنامج عَرض من حينٍ إلى اخر. قال تارانتينو أيضا، «طالما أنا على قيد الحياة وطالما لا زلت ثريا، صالة نيو بيفرلي ستعرض أفلام الـ 35 مليمتر فقط». قُبيل البدء بتصوير الحاقدون الثمانية إختار تارانتينو استعمال عدسة 70 مليمتر، في محاولة منه على حد تعبيره، لتذكير العالم لماذا التصوير الرقمي، مقارنةً مع التصوير بالأفلام، يشبه القدوم بسكين إلى معركة بالاسلحة النارية.

## التأثيرات وأسلوب صناعته للأفلام

### عنف بالسلاح
قال تارانتينو إنه لا يعتقد أن العنف في الأفلام يلهم للقيام بأعمال عنف في الحياة الواقعية. بعد إطلاق النار على مدرسة ساندي هوك الابتدائية في عام 2012، اتهمه الرئيس التنفيذي للاتحاد القومي للأسلحة واين لابيير بأنه لا يراعي ولا يقدّر الحادثة. في مقابلة مع تيري غروس، أعرب عن "انزعاجه" في الاقتراح بأن هناك علاقة بين الاثنين قائلًا: "أعتقد أنه من غير اللائق الحديث عن الأفلام لذكرى أولئك الذين ماتوا  ... بعد ذلك بقليل، ردًا على فيديو هوليود بعنوان "طلب خطة" (بالإنجليزية: Demand a plan)‏، والذي تضمن مجموعة من مشاهير العالم المتحتشدين من أجل تشريع السيطرة على الأسلحة النارية، قامت مجموعة باستخدام مشاهد من فيلم تارانتينو لإظهار المشاهير على أنهم "منافقون" لظهورهم في أفلام عنيفة.

### القدح العنصري
في عام 1997، شكك سبايك لي في استخدام تارانتينو للمقولات العنصرية في أفلامه، وخاصة كلمة "زنجي"، خصوصًا في  فيلم "خيال رخيص" و "جاكي براون". في مقابلة مع مجلة فارايتي تناقش جاكي براون، قال لي: "أنا لست ضد الكلمة... وقد يتحدث بعض الناس بهذه الطريقة". رد تارانتينو على شارلي روز بقوله:
ككاتب، أطالب بكتابة أي شخصية في العالم أريد أن أكتبها. أطالب بالحق بأن أكون هم (السود)، أطالب بالحق في التفكير بهم، وأطالب بحق قول الحق كما أرى، حسنًا؟ ولنقل أنني لا أستطيع فعل ذلك لأنني أبيض، لكن الأخوة هيوز يمكنهم فعل ذلك لأنهم سود، هذا عنصري. هذا هو قلب العنصرية، حسنًا. ولا أقبل ذلك ... هكذا تعيش شريحة من المجتمع الأسود في كومبتون، تعيش في إنغليوود، حيث يتخذ فيلم جاكي براون مكانًا، يعيش في كارسون، هكذا يتحدثون. أنا أقول الحقيقة. لن يكون من الممكن التشكيك إذا كنت أسود، وأنا أستاء من السؤال لأنني أبيض. لي الحق في قول الحقيقة. ليس لي الحق في الكذب".
دافع تارانتينو عن استخدامه للكلمة قائلًا إن الجمهور الأسود يقدر أفلامه المتأثرة بالبراعة التي يتجاهلها بعض منتقديه، وأن جاكي براون أُنتج في المقام الأول من أجل "الجمهور الأسود".

### هارفي وينشتاين
في 18 أكتوبر 2017، أجرى تارانتينو مقابلة حول التحرش الجنسي وادعاءات الاعتداء ضد المنتج هارفي وينشتاين. واعترف تارانتينو بمعرفة الاتهامات ضد وينشتاين منذ منتصف التسعينيات عندما أخبرته صديقته ميرا سورفينو عن تجربتها مع وينشتاين. واجه تارانتينو فاينشتاين في ذلك الوقت وتلقى اعتذارًا. قال تارانتينو: ما فعلته هو تهميش الأحداث، وكنت أعرف ما يكفي لأقوم بأكثر مما فعلته.
في الثالث من فبراير 2018، وفي مقابلة مع صحيفة نيويورك تايمز، كشفت ممثلة فيلم «خيال رخيص»  أوما ثورمان عن أن هارفي فاينشتاين اعتدى عليها جنسيًّا، وأبلغت تارانتينو بذلك. واجه تارانتينو وينشتاين، طلب منه الاعتذار ومنعه من الاتصال بها طيلة فترة الإنتاج.

### الدعوى القضائية ضد غوكر حولالحاقدون الثمانية
في يناير 2014، سرب موقع غوكر (Gawker) نسخة من نص فيلم تارانتينو القادم الحاقدون الثمانية. بعد انتشار النص على مواقع الإنترنت، قرر تارانتينو إلغاء المشروع برمته واستخدام القصة كرواية بدلا من فيلم.
لم يتنهي الجدال عند هذا الحد؛ رفع تارانتينو دعوى حقوق الطبع والنشر ضد غوكر، حيث صَرح في الدعوى، «أقامت غوكر مشروعً تجاريًا من وراء التلصص باسم الصحافة، منتهكين حقوق الناس بكسب بعض الارباح»، وطالبت الدعوى بمليون دولار كتعويضات. أسقط تارانتينو الدعوى لاحقا، لكن ذُكر في مذكرة الإسقاط، «تم هذا الإسقاط دون تحيز، ويحق للمدعي التقدم بإجراءات وإعادة رفع الدعوى لاحقا بعد إجراء المزيد من التحقيقات من اجل التأكد من وجود منتهكين إضافيين». لم يَقُم تارانتينو برفع الدعوى مجددا لكنه يحتفظ بالحق القانوني لفعل ذلك في المستقبل.
في مؤتمر سان دييغو كومك-كون الدولي لعام 2014، أكد تارانتينو نبأ الفيلم، حيث ذَكر بأنه يَعمل على مسودة ثالثة من الفيلم، وقد صدر الفيلم في 25 ديسمبر 2015.

## أعماله
| فيلم                   | تاريخ الإصدار  | استوديو                        | الميزانية       | الإيرادات         |
| ---------------------- | -------------- | ------------------------------ | --------------- | ----------------- |
| كلاب المستودع          | 23 أكتوبر 1992 | ميرماكس                        | 1.2 مليون دولار | 2.8 مليون دولار   |
| خيال رخيص              | 14 أكتوبر 1994 | ميرماكس                        | 8.5 مليون دولار | 213 مليون دولار   |
| جاكي براون             | 25 ديسمبر 1997 | ميرماكس                        | 12 مليون دولار  | 84 مليون دولار    |
| اقتل بيل الجزء 1       | 10 أكتوبر 2003 | ميرماكس                        | 30 مليون دولار  | 180 مليون دولار   |
| اقتل بيل الجزء 2       | 16 ابريل 2004  | ميرماكس                        | 30 مليون دولار  | 152 مليون دولار   |
| المضاد للموت           | 6 ابريل 2007   | ديمينشن فيلمز                  | 30 مليون دولار  | 30 مليون دولار    |
| أوغاد مجهولون          | 21 اغسطس 2009  | شركة وينشتاين يونيفرسل ستوديوز | 75 مليون دولار  | 321.5 مليون دولار |
| جانغو الحر             | 25 ديسمبر 2012 | شركة وينشتاين كولومبيا بيكتشرز | 100 مليون دولار | 425 مليون دولار   |
| الحاقدون الثمانية      | 25 ديسمبر 2015 | شركة وينشتاين                  | 44 مليون دولار  | 155 مليون دولار   |
| حدث ذات مرة في هوليوود | 26 يوليو 2019  | سوني بيكتشرز                   | 95 مليون دولار  | 371 مليون دولار   |

### متعاونون متكررون
بنأَ تارانتينو «شركة ذخيرة فنيّة» غير رسميّةٍ مكوّنةٍ من الممثلين الذين ظهروا في أدوارٍ مُتعددةٍ في الأفلام التي أخرجها. الممثل صامويل إل. جاكسون هو أبرز هؤلاء، فقد ظهر في خمسة أفلامٍ قام تارانتينو بإخراجها، وفيلمٌ سادسٌ كان من كتابته وهو فيلم رومانسيّة حقيقيّة. قائمة المتعاونين المتكررين مع تورانتينو تتضمّن أوما ثورمان، التي وصفها تارانتينو بأنها «مصدر الإلهام» الخاصّ به، وكريستوف فالتز وزوي بيل.
وصف تارانتينو في 2007 المحررة سالي مينكي، التي عملت على جميع أفلام تارانتينو حتى وفاتها في 2010، بأنها «ببساطة مُعاونتي رقم واحد». منذ وفاتها ومهمّة مونتاج الأفلام تقع على عاتق فريد راسكين.
| الممثل             | كلاب المستودع | خيال رخيص | أربع غرف | جاكي براون | اقتل بيل | المضاد للموت | أوغاد مجهولون | جانغو الحر | الحاقدون الثمانية | حدث ذات مرة في هوليوود | المجموع |
| ------------------ | ------------- | --------- | -------- | ---------- | -------- | ------------ | ------------- | ---------- | ----------------- | ---------------------- | ------- |
| مايكل باكال        |               |           |          |            |          |              |               |            |                   |                        | 3       |
| زوي بيل            |               |           |          |            |          |              |               |            |                   |                        | 5       |
| مايكل بوين         |               |           |          |            |          |              |               |            |                   |                        | 3       |
| ستيف بوشيمي        |               |           |          |            |          |              |               |            |                   |                        | 2       |
| بول كالديرون       |               |           |          |            |          |              |               |            |                   |                        | 2       |
| لورا كايوويت       |               |           |          |            |          |              |               |            |                   |                        | 2       |
| بروس ديرن          |               |           |          |            |          |              |               |            |                   |                        | 2       |
| عمر دوم            |               |           |          |            |          |              |               |            |                   |                        | 2       |
| جولي درايفس        |               |           |          |            |          |              |               |            |                   |                        | 2       |
| والتون جوجينز      |               |           |          |            |          |              |               |            |                   |                        | 2       |
| كاثي غريفين        |               |           |          |            |          |              |               |            |                   |                        | 2       |
| دانا غورير         |               |           |          |            |          |              |               |            |                   |                        | 2       |
| سيد هيغ            |               |           |          |            |          |              |               |            |                   |                        | 2       |
| لي هورسلي          |               |           |          |            |          |              |               |            |                   |                        | 2       |
| صامويل إل. جاكسون  |               |           |          |            |          |              |               |            |                   |                        | 6       |
| كيث جيفيرسون       |               |           |          |            |          |              |               |            |                   |                        | 2       |
| ليندا كاي          |               |           |          |            |          |              |               |            |                   |                        | 2       |
| هارفي كيتل         |               |           |          |            |          |              |               |            |                   |                        | 3       |
| هيلين كيم          |               |           |          |            |          |              |               |            |                   |                        | 2       |
| جوناثان لوغران     |               |           |          |            |          |              |               |            |                   |                        | 2       |
| مايكل مادسن        |               |           |          |            |          |              |               |            |                   |                        | 3       |
| بيليندا أوينو      |               |           |          |            |          |              |               |            |                   |                        | 2       |
| جيمس باركس         |               |           |          |            |          |              |               |            |                   |                        | 4       |
| مايكل باركس        |               |           |          |            |          |              |               |            |                   |                        | 3       |
| ستيفو بولي         |               |           |          |            |          |              |               |            |                   |                        | 2       |
| تينا رودريغيز      |               |           |          |            |          |              |               |            |                   |                        | 2       |
| إيلي روث           |               |           |          |            |          |              |               |            |                   |                        | 2       |
| تيم روث            |               |           |          |            |          |              |               |            |                   |                        | 4       |
| كورت راسل          |               |           |          |            |          |              |               |            |                   |                        | 2       |
| كريغ ستارك         |               |           |          |            |          |              |               |            |                   |                        | 2       |
| ديفيد ستين         |               |           |          |            |          |              |               |            |                   |                        | 2       |
| شينا ستاين         |               |           |          |            |          |              |               |            |                   |                        | 2       |
| بو سفينسن          |               |           |          |            |          |              |               |            |                   |                        | 2       |
| أوما ثورمان        |               |           |          |            |          |              |               |            |                   |                        | 2       |
| ريتش ترنر          |               |           |          |            |          |              |               |            |                   |                        | 2       |
| فينيسيا فالنتينو   |               |           |          |            |          |              |               |            |                   |                        | 3       |
| كريستوف فالتز      |               |           |          |            |          |              |               |            |                   |                        | 2       |
| بروس ويليس         |               |           |          |            |          |              |               |            |                   |                        | 2       |
| ليوناردو دي كابريو |               |           |          |            |          |              |               |            |                   |                        | 2       |
| براد بيت           |               |           |          |            |          |              |               |            |                   |                        | 2       |

## الجَوائِز والترشيحات
| السنة | العمل المُرشّح  | الفئة             | النتيجة |
| ----- | ------------- | ----------------- | ------- |
| 1994  | خيال رخيص     | أفضل مخرج         | رُشِّح     |
| 1994  | خيال رخيص     | أفضل سيناريو أصلي | فوز     |
| 2009  | أوغاد مجهولون | أفضل مخرج         | رُشِّح     |
| 2009  | أوغاد مجهولون | أفضل سيناريو أصلي | رُشِّح     |
| 2012  | جانغو الحر    | أفضل سيناريو أصلي | فوز     |

| السنة | العمل المُرشّح  | الفئة             | النتيجة |
| ----- | ------------- | ----------------- | ------- |
| 1994  | خيال رخيص     | أفضل مخرج         | رُشِّح     |
| 1994  | خيال رخيص     | أفضل سيناريو أصلي | فوز     |
| 2009  | أوغاد مجهولون | أفضل مخرج         | رُشِّح     |
| 2009  | أوغاد مجهولون | أفضل سيناريو أصلي | رُشِّح     |
| 2012  | جانغو الحر    | أفضل مخرج         | رُشِّح     |
| 2012  | جانغو الحر    | أفضل سيناريو أصلي | فوز     |

| السنة | العمل المُرشّح  | الفئة        | النتيجة |
| ----- | ------------- | ------------ | ------- |
| 1994  | خيال رخيص     | أفضل مخرج    | رُشِّح     |
| 1994  | خيال رخيص     | أفضل سيناريو | فوز     |
| 2009  | أوغاد مجهولون | أفضل مخرج    | رُشِّح     |
| 2009  | أوغاد مجهولون | أفضل سيناريو | رُشِّح     |
| 2012  | جانغو الحر    | أفضل مخرج    | رُشِّح     |
| 2012  | جانغو الحر    | أفضل سيناريو | فوز     |

| السنة | العمل المُرشّح  | الفئة         | النتيجة |
| ----- | ------------- | ------------- | ------- |
| 1992  | كلاب المستودع | أفضل أول فيلم | رُشِّح     |
| 1992  | كلاب المستودع | أفضل مخرج     | رُشِّح     |
| 1994  | خيال رخيص     | أفضل مخرج     | فوز     |
| 1994  | خيال رخيص     | أفضل سيناريو  | فوز     |

| السنة | العمل المُرشّح       | الفئة           | النتيجة |
| ----- | ------------------ | --------------- | ------- |
| 1993  | رومانسية حقيقية    | أفضل كتابة      | رُشِّح     |
| 1996  | من الغسق حتى الفجر | أفضل ممثل مساعد | رُشِّح     |
| 1996  | من الغسق حتى الفجر | أفضل كتابة      | رُشِّح     |
| 2004  | اقتل بيل الجزء 1   | أفضل مخرج       | رُشِّح     |
| 2004  | اقتل بيل الجزء 1   | أفضل كتابة      | رُشِّح     |
| 2006  | اقتل بيل الجزء 2   | أفضل مخرج       | رُشِّح     |
| 2006  | اقتل بيل الجزء 2   | أفضل كتابة      | رُشِّح     |
| 2010  | أوغاد مجهولون      | أفضل مخرج       | رُشِّح     |
| 2010  | أوغاد مجهولون      | أفضل كتابة      | رُشِّح     |
| 2013  | جانغو الحر         | أفضل كتابة      | فوز     |

| السنة | العمل المُرشّح                                         | الفئة                    | النتيجة |
| ----- | ---------------------------------------------------- | ------------------------ | ------- |
| 2005  | سي اس آي: التحقيق في موقع الجريمة. حلقة Grave Danger | إخراج مُتميّز لمسلسل دراما | رُشِّح     |

| السنة | العمل المُرشّح  | الفئة          | النتيجة |
| ----- | ------------- | -------------- | ------- |
| 1994  | خيال رخيص     | السعفة الذهبية | فوز     |
| 2007  | المضاد للموت  | السعفة الذهبية | رُشِّح     |
| 2009  | أوغاد مجهولون | السعفة الذهبية | رُشِّح     |

## استقبال أعماله
يعرض هذا الجدول تقييمات استقبال النُّقاد والعامّة لأعمال كوينتن تارنتينو حتى 1 يوليو 2015. تظهر الميزانيّة والإيرادات بالمليون دولار أمريكي.
| الفيلم                 | الطماطم الفاسدة | IMDb | ميتاكريتيك | سينما سكور | الميزانية (بالدولار) | الإيرادات (بالدولار) |
| ---------------------- | --------------- | ---- | ---------- | ---------- | -------------------- | -------------------- |
| كلاب المستودع          | 91%             | 8.3  | 79         | —          | 1.2 مليون            | 2.8 مليون            |
| خيال رخيص              | 92%             | 8.9  | 94         | B+         | 8 مليون              | 213.9 مليون          |
| جاكي براون             | 87%             | 7.5  | 64         | B          | 12 مليون             | 39.7 مليون           |
| اقتل بيل الجزء 1       | 85%             | 8.1  | 69         | B+         | 30 مليون             | 180.9 مليون          |
| اقتل بيل الجزء 2       | 84%             | 8.0  | 83         | A-         | 30 مليون             | 152.2 مليون          |
| المضاد للموت           | 63%             | 7.0  | —          | —          | 67 مليون             | 1.10 مليون           |
| أوغاد مجهولون          | 89%             | 8.3  | 69         | —          | 70 مليون             | 321.4 مليون          |
| جانغو الحر             | 86%             | 8.4  | 81         | A-         | 100 مليون            | 425.4 مليون          |
| الحاقدون الثمانية      | 74%             | 7.8  | 68         | B          | 44 مليون             | 155 مليون            |
| حدث ذات مرة في هوليوود | 85%             | 8.0  | 83         | غ/م        | 95 مليون             | 371 مليون            |

## مزيد من القراءة
- Greene، Richard؛ Mohammad، K. Silem، المحررون (2007). Quentin Tarantino and Philosophy. Chicago: Open Court Books. ISBN:0-8126-9634-4.
- Waxman، Sharon، المحرر (2005). Rebels on the Backlot: Six Maverick Directors and How They Conquered the Hollywood Studio System. New York: Harper Entertainment. ISBN:0060540176. مؤرشف من الأصل في 2022-05-31.

## وصلات خارجية
- كوينتن تارانتينو على موقع IMDb (الإنجليزية)
- كوينتن تارانتينو على موقع ميتاكريتيك (الإنجليزية)
- كوينتن تارانتينو على موقع الموسوعة البريطانية (الإنجليزية)
- كوينتن تارانتينو على موقع روتن توميتوز (الإنجليزية)
- كوينتن تارانتينو على موقع مونزينجر (الألمانية)
- كوينتن تارانتينو على موقع قاعدة بيانات الأفلام العربية
- كوينتن تارانتينو على موقع ألو سيني (الفرنسية)
- كوينتن تارانتينو على موقع ميوزك برينز (الإنجليزية)
- كوينتن تارانتينو على موقع تيرنر كلاسيك موفيز (الإنجليزية)
- كوينتن تارانتينو على موقع أول موفي (الإنجليزية)

| الجوائز و الإنجازات | الجوائز و الإنجازات                            | الجوائز و الإنجازات     |
| ------------------- | ---------------------------------------------- | ----------------------- |
| سبقه جين كامبيون    | جائزة الأوسكار لأفضل كتابة (سيناريو أصلي) 1994 | تبعه كريستوفر ماك كويري |
| سبقه وودي آلن       | جائزة الأوسكار لأفضل كتابة (سيناريو أصلي) 2012 | تبعه سبايك جونز         |